# Bryant's Cove
Bryant's Cove är en ort i Kanada.   Den ligger i provinsen Newfoundland och Labrador, i den östra delen av landet, 1 700 km öster om huvudstaden Ottawa. Bryant's Cove ligger 1 meter över havet och antalet invånare är 417.
Terrängen runt Bryant's Cove är platt. Havet är nära Bryant's Cove österut. Närmaste större samhälle är Bay Roberts, 11,2 km sydväst om Bryant's Cove. 